# Marie Bohatá
Marie Bohatá (* 21. června 1948) je ekonomka, bývalá zastupující generální ředitelka Eurostatu (Evropského statistického úřadu) v Lucemburku a bývalá předsedkyně Českého statistického úřadu. Profesně se věnuje problematice a výzkumu Evropské integrace, governance, etiky a ekonomiky a dalších odvětví aplikované etiky.
Nebyla nikdy členkou žádné politické strany. Mluví anglicky, částečně rusky, francouzsky a německy.

## Činnost
V roce 1971 absolvovala VŠE (Ing.) se specializací ekonometrie. V letech 1971–83 pracovala ve Výzkumném ústavu strojírenském a doplňovala si studium ekonomie (1975–80), které uzavřela doktorátem (CSc.) na Československé akademii věd (ČSAV). 

### NHÚ ČSAV / AV ČR
V letech 1984–92 Marie Bohatá pracovala ve výzkumu v Národohospodářském ústavu (NHÚ) ČSAV, kde se stala vedoucí oddělení a pak i zástupkyní ředitele.

### CERGE-EI
V letech 1993–99 na NHÚ AV ČR začala úzce spolupracovat s CERGE a také se dostala do dalších kontaktů s mezinárodními odborníky v oblasti business ethics a začala se hlouběji zabývat studiem etických problémů transformace, ekonomiky a státní správy.
Na CERGE-EI v roce 1994 založila Centrum pro etiku v ekonomice a podnikání (Centre for Ethics in Economics and Business), které bylo činné do jejího povolání na ČSÚ v roce 1999.
V dubnu 2004 se stala předsedkyní dozorčí rady Nadace CERGE-EI.
Od roku 2015 docentka, vedoucí vědecká pracovnice (associate professor, senior researcher)předměty jejího výzkumu jsou: (en)european integration, governance, ethics and economics, business ethics, ethics in public administration (applied ethics).

### Etika a ekonomika, podnikání a správa
V 90. letech také začala spolupracovat s Transparency International (TI), jejíž českou pobočku TI ČR (TIC) iniciovala, spoluzaložila a vedla do povolání na viceředitelství Eurostatu v roce 2004.
Předtím iniciovala, spoluzaložila a dodnes vede Společnost pro etiku v ekonomice, podnikání a správě (SEEPS) / Society for Ethics in Economics, Business and Administration (SEEBA), formálně vzešla ze 'Společnosti pro etiku v ekonomice (SEE), založené v roce 1994.
Vedle dalších mezinárodních angažmá pro etiku a integritu je:
- členkou výborů dalších organizací jako European Business Ethics Network (EBEN), International Society of Business, Economics and Ethics (ISBEE), Council for Ethics in Economics, International Institute for Public Ethics (IIPE),
- členkou vydavatelské rady Journal of Business Ethics, editorka Business Ethics: A European Review (BEER),
- associate fellow na Royal Institute of International Affairs / Chatham House.

### Český statistický úřad
V letech 1999–2003 předsedala Marie Bohatá Českému statistickému úřadu (ČSÚ).
V pozadí za nové předsedkyně začala spolupráce zejména s Eurostatem, a práce na tom, aby se i ČSÚ stal moderním statistickým úřadem. Tak také předložila návrh zákona, kterým se mění zákon č. 89/1995 Sb., o státní statistické službě. Hlavním záměrem bylo harmonizovat právní předpisy v oblasti státní statistické služby s právem Evropských společenství (dnešní EU), zpřesnit obsah státní statistické služby, rozsah povinností subjektů, které státní statistickou službu vykonávají a rozšířit počet statistických registrů, které ČSÚ vede.
Pro veřejnost prvním větším úkolem bylo sčítání lidu v roce 2001.

#### Povodeň v Česku (2002)
Povodně v roce 2002 způsobily škody i na ČSÚ, největší z nich na centrálním výpočetním systému. Jen jeho obnova stála kolem půl miliardy korun. Škody hradila státní pokladna, ale i evropský statistický úřad Eurostat. Zpracování dat probíhalo na decentrálních pracovištích po republice.
Po nesrovnalostech statistických údajů dodaných celní správou převzala zodpovědnost za opožděné zjištění jejich nedostatečnosti – čtyřicetimiliardová chyba ve statistice zahraničního obchodu právě onoho povodňového roku 2002, audit byl proveden úředníky Eurostatu na žádost Bohaté a k 31. lednu 2003 odstoupila z vedení ČSÚ:
„Až do dnešního dne se jednalo o kauzu úřadu, jehož pověst a nezávislé postavení jsem obhajovala. Jsem přesvědčena, že kdybych odešla dříve, nikdy by nebyla podstata problému objektivně posouzena.“

### Vysokoškolská pedagogika
(mimo CERGE-EI)
2003-04 řídila nový institut CMC Graduate School of Business Českého manažerského centra a vyučovala v manažerských kurzech a programech MBA, jako i na Vysoké škole mezinárodních a veřejných vztahů (University of International and Public Relations) v Praze, kde byla i prorektorkou. Od roku 2020 vyučuje na Vysoké škole ekonomie a managementu Praha (VŠEM).

### Eurostat
V září 2004 jmenovala Evropská komise Marii Bohatou, na základě konkursu, zástupkyní generálního ředitele Eurostatu v Lucemburku, s pověřením zastupovat generálního ředitele na vrcholových jednáních, zajišťovat dodržování kvalitativních požadavků Evropské komise v Evropském statistickém systému a vypracovávání etického kodexu a opatření k zajištění nezávislosti evropských statistik a komunikovat s národními statistickými úřady členských zemí EU a s mezinárodními institucemi.
Její povolání bylo podle prohlášení Komise částí snah zavést v Eurostatu řádný chod věcí po nedostatcích a podezření z korupce:
- Tak v roce 2004 oznámil tehdejší ředitel Michel Vanden Abeele, že podklady řecké vlády, na jejichž základě bylo Řecko přijato do měnové zóny eura, byly „masivně falzifikovány“.
- V době, kdy Bohatá byla povolána probíhalo také vyšetřování skandálu kolem zpronevěr a falešných účtů, do kterého byl zapleten bývalý ředitel Yves Franchet a část vedení Eurostatu.

Z tiskové zprávy Komise:
„Bude zajišťovat dodržování kvalitativních požadavků...a práce na etickém kodexu a opatřeních, které zaručí nezávislost evropských statistik.“
Po úmrtí generálního ředitele Günthera Hanreicha v únoru 2006 byla úřadující generální ředitelkou Eurostatu do 1. května 2006, kdy byl novým generálním ředitelem jmenován Hervé Carré.

### EU Support Group for Ukraine
2014–15 byla poradkyní pro reformu veřejné správy na Ukrajině, EU Support Group for Ukraine, v rámci SIGMA (Support for Improvement in Governance and Management), společného programu OECD a EU.

### European Master in Official Statistics
V letech 2021–23 byla členkou představenstva European Master in Official Statistics (EMOS).

## Publikace
- Seznam děl v Souborném katalogu ČR, jejichž autorem nebo tématem je Marie Bohatá
- Seznam publikací na researchgate.net, jejichž autorem nebo spoluautorem je Marie Bohatá
- Marie Bohatá: Development of Business Ethics in the Czech Republic, in: Christopher Cowton, Heidi von Weltzien Hoivik, Ronald Jeurissen, Bart Jansen (Eds.): Researching and teaching business ethics in Europe: Developments, challenges and opportunities, Springer (2025, in press[12])
- Marie Bohatá, Anna Putnová, Pavel Seknička, Jolana Volejníková: Czech Republic – Country report of the Global Survey of Business Ethics (GSBE 2022-2024) in: Bryan Robinson, Georges Enderle [Eds.]: Global Survey on Business Ethics 2022-2024: Volume 3, 2024
- Marie Bohatá et al.: Etika a integrita veřejné správy (Ethics and Integrity of Public Administration, GRADA, 2021
- Marie Bohatá et al.: Public Ethics and Integrity Training for Czech Public Officials in Public Affairs Education and Training in the 21st Century, eds. Kulac. O., Babaoglu, G., IGI Global, 2021
- Marie Bohatá et al.: Measuring Social Effectiveness of Public Institutions: A Contribution to Methodology in: Efficiency in Business and Economics. Springer Proceedings in Business and Economics, Switzerland: Springer International Publishing, 2018 p. 17-24
- Marie Bohatá: Česká cesta k podnikatelské etice (Czech Path to Business Ethics), Barrister and Principal, 2020
- Marie Bohatá, Lidmila Němcová: Společnost pro etiku v ekonomice: stručný přehled činnosti v období 1994-2014, ČSÚ, Praha 2014
- Marie Bohatá, František Turnovec: Problems of Corporate Governance in the Czech Republic and Political Economy of Institutional Reform in the EU, sborník příspěvků z konference Problems of Corporate Governance in the Czech Republic and Political Economy of Institutional Reform in the EU, CERGE a NHÚ AV ČR, Praha 2001
- Marie Bohatá: Business Ethics and Corporate Governance, Sborník příspěvků z konference Problems of Corporate Governance in the Czech Republic and Political Economy of Institutional Reform in the EU, CERGE a NHÚ AV ČR, Praha 2001
- Marie Bohatá: Odpovědnost veřejné správy a soukromého podnikání. Sborník příspěvků z konference Institucionalizace (ne)odpovědnosti: globální svět, evropská integrace a české zájmy, Univerzita Karlova v Praze, 2001
- Marie Bohatá, Pavel Seknička, Marián Šemrák: Úvod do hospodářské etiky, Codex Bohemia, Praha 1997 / ASPI, Praha 2001
- Marie Bohatá: Ethical Challenges of Institution Building in New Democracies, the Case of the Czech Republic, Sborník z 2. světového kongresu ISBEE, Sao Paolo 2000
- Marie Bohatá, František Turnovec (ed.): Transition, European Integration, and Institutional Change, sborník příspěvků z The Fourth Trilateral Conference, Univerzita Karlova v Praze, Freie Universität Berlin, University of Pittsburgh, CERGE a NHÚ, Praha 1999
- Marie Bohatá: Reforming Institutions in the Czech Economy, In: Transition, European Integration and Institutional Change (eds. M. Bohatá, F. Turnovec), CERGE a NHÚ AV ČR, Praha 1999, 281-293.
- Marie Bohatá: Corporate Governance in Czech Joint Stock Companies, Features of Transition, Accountancy and Finance, 6, 1999
- Marie Bohatá, Martina Pechová: Corporate Governance, Prague Economic Papers, 4, 1999, 371-372
- Marie Bohatá, Martina Pechová: Řízení a správa společností, Politická ekonomie, 5, 1999, 699-701
- Marie Bohatá: Etika ve veřejné správě – inspirace z USA, Hospodářské noviny, 21.6.1995, s. 11